# Jean Suret-Canale
Jean Suret-Canale, född 27 april 1921, död 23 juni 2007 i Gironde, var en fransk historiker, geograf, marxist och motståndsman. Han var en framstående Afrikakännare.
Suret-Canale studerade vid Lycée Henri-IV i Paris och fick stipendier för att besöka de franska kolonierna Dahomey (1938) och Indokina (1939). Under andra världskriget tillhörde han den kommunistiska motståndsrörelsen i Frankrike. Suret-Canale var medlem av Franska kommunistpartiet och en av grundarna av Centre d'études et de recherches marxistes (CERM) år 1960. Suret-Canale utvecklade bland annat marxistiska teorier för asiatiska produktionssätt.